# Peter O'Toole
Peter O'Toole (født 2. august 1932 i Connemara i Irland, død 14. december 2013 i London, England) var en skuespiller, født i Irland, men opvokst i den engelske by Leeds. Han begyndte som teaterskuespiller og var ganske ukendt da han slog igennem som hovedrolleindehaver i succesfilmen Lawrence of Arabia i 1962. For denne rolle blev han nomineret til en Oscar, men uden at vinde den. Peter O'Toole blev nomineret til otte Oscars, men blev aldrig tildelt en Oscar for nogen af sine roller. I 2003 fik han dog tildelt en Æres-Oscar for sit mange-årige filmarbejde. Han trådte ind på scenen til filmtemaet til Lawrence of Arabia og modtog sin Æres-Oscar af Meryl Streep.
Han døde den 14. december 2013, efter lang tid med sygdom.

## Fodnoter
1. ↑  "BNB/ufjo" (15. december 2013). "Hollywood-legende død". BT.
2. ↑  Sofie Buch Hoyer (15. december 2013). "Stjernen fra 'Lawrence of Arabia' er død". Politiken.